# Paracorynanthe uropetala
Paracorynanthe uropetala är en måreväxtart som beskrevs av René Paul Raymond Capuron. Paracorynanthe uropetala ingår i släktet Paracorynanthe och familjen måreväxter. Inga underarter finns listade i Catalogue of Life.